# Île Sainte-Marie (Nouvelle-Calédonie)
Pour les articles homonymes, voir Sainte-Marie.
L’île Sainte-Marie est une îlot de Nouvelle-Calédonie appartenant administrativement à Nouméa.